# ドゥグラス・ダヴィ・フェルナンデス
ドゥグラス・ダヴィ・フェルナンデス（Douglas David Fernandes, 1983年12月13日 - ）は、ブラジル・セアラー州出身の元プロサッカー選手。熊本での登録名は「ドゥグラス」。現役時代のポジションはミッドフィールダー。

## 経歴
2013年にマリーリアACから完全移籍でロアッソ熊本に加入。
2013年J2第9節の愛媛FC戦に後半から出場しJリーグデビュー、第31節ギラヴァンツ北九州戦で初スタメン・初ゴールを決めるが雷雨のため試合が後半20分で中止。後日の裁定で再試合となり幻のゴールとなった。シーズン終了後、契約満了により退団となり、ブラジル・サンパウロ州リーグのウニオン・アグリーコラ・バルバレンセFCへの加入が発表されたようである。

## 個人成績
| 国内大会個人成績 | 国内大会個人成績 | 国内大会個人成績 | 国内大会個人成績 | 国内大会個人成績 | 国内大会個人成績 | 国内大会個人成績 | 国内大会個人成績 | 国内大会個人成績 | 国内大会個人成績 | 国内大会個人成績 | 国内大会個人成績 |
| 年度             | クラブ           | 背番号           | リーグ           | リーグ戦         | リーグ戦         | リーグ杯         | リーグ杯         | オープン杯       | オープン杯       | 期間通算         | 期間通算         |
| 年度             | クラブ           | 背番号           | リーグ           | 出場             | 得点             | 出場             | 得点             | 出場             | 得点             | 出場             | 得点             |
| 日本             | 日本             | 日本             | 日本             | リーグ戦         | リーグ戦         | リーグ杯         | リーグ杯         | 天皇杯           | 天皇杯           | 期間通算         | 期間通算         |
| ---------------- | ---------------- | ---------------- | ---------------- | ---------------- | ---------------- | ---------------- | ---------------- | ---------------- | ---------------- | ---------------- | ---------------- |
| 2013             | 熊本             | 14               | J2               | 9                | 0                | -                | -                | 1                | 0                | 10               | 0                |
| 通算             | 日本             | 日本             | J2               | 9                | 0                | -                | -                | 1                | 0                | 10               | 0                |
| 総通算           | 総通算           | 総通算           | 総通算           | 9                | 0                | 0                | 0                | 1                | 0                | 10               | 0                |

※2010年～2012年のブラジル国内リーグでの成績は一覧を参照のこと。2009年以前の記録は発見できず。